# Кауфманы
Кауфманы (нем. von Kaufmann) — прусский дворянский род.
- Родоначальник русской ветви Фридрих Людвиг (Фёдор Фёдорович) фон Кауфман (1745—1793) происходил из польских дворян прусского происхождения; служил в австрийских и прусских войсках; в 1771 поступил в российскую службу.
  - Кауфман, Пётр Фёдорович (1783—1849) — сын предыдущего, генерал-лейтенант, Георгиевский кавалер.
    - Кауфман, Константин Петрович (1818—1882) — сын предыдущего, генерал-адъютант (1864), инженер-генерал (1874), известный военный и государственный деятель. Георгиевский кавалер. Почетный член Петербургской Академии наук. Генерал-губернатор Туркестана (1867—1882).
      - Кауфман, Михаил Константинович (1858—1891) — поручик, флигель-адъютант, участник Ахал-Текинского похода М. Д. Скобелева.

    - Кауфман, Михаил Петрович (1821—1902) — инженер-генерал (1878). Член Государственного Совета. Георгиевский кавалер. Генерал-адъютант (1869).
      - Кауфман, Пётр Михайлович (1857—1926) — сын предыдущего, русский государственный деятель.
        - Кауфман, Михаил Петрович (1888—1914) — герой Первой мировой войны.

      - Кауфман, Алексей Михайлович (1861—1934) — русский генерал, герой русско-японской войны.

В сентябре 1914 указом императора Николая II правнуки Фридриха фон Кауфман Пётр и Алексей Михайловичи фон Кауфман в увековечение памяти их дяди Константина Петровича получили право именоваться фон Кауфман-Туркестанскими.
Род фон Кауфман внесен во II ч. ДРК С.-Петербургской губ. 13.02.1914 обер-гофмейстер и сенатор Петр Михайлович фон Кауфман внесен во II ч. ДРК Рязанской губ.
Другой род, более позднего происхождения — потомство действительного статского советника, доктора медицины Семёна Аркадьевича Кауфмана (1839—1918). Герб Семена Кауфмана внесен в Часть 18 Общего гербовника дворянских родов Всероссийской империи, стр. 133.